# 잘했군 잘했어 (음악)
《잘했군 잘했어》는 대한민국의 신민요 형식의 국악가요이다.

## 개요
‘잘했군 잘했어’ 노래의 원전은 진도의 구전민요 ‘영감타령’이다. 진도의 ‘영감타령’의 음반 자료(1925년생 김영자, 여)가 남아 있어 그 흔적을 찾아볼 수 있다. 음원 자료가 1절밖에 남아 있지 않아 아쉽지만, 노랫말에는 한 부부와 이웃집 도령과의 미묘한 관계가 얽혀 있어 재미있다. 그 가사는 다음과 같다.
영감 / 왜 불러 / 앞방 뒷방 골방 안에 멩지베(명주실로 짠 베) 석자 보았농 / 보았제 / 어쨌농 / 이웃집 김도령 손수건 하라구 주었제 / 잘했꽁 잘했꽁  잘했꽁 잘했꽁 잘했꽁 / 조선 팔도 다 댕겨도 우리 영감뿐일레

이를 바탕으로 1936년 리갈레코드에서 발매한 이상춘 구성, 한욱심과 이면우가 발표했고, 1936년 이서구 작사, 김면균 편곡으로 선우일선, 김주호가 리메이크한 노래를, 1965년대에 작사가 반야월이 시대 상황에 맞게 개사를 하고, 작곡가 고봉산(1927~1990)이 경쾌한 타령 리듬에 민요조 멜로디로 새로이 편곡하여 1965년 송춘희와 듀엣으로 맨 처음 취입하였다.
그 후 1967년 고봉산은 아리랑 시스터즈와도 취입을 하였고
, 1968년 7월 5일  반야월 작사, 김주호 작곡, 고봉산, 아리랑씨스터즈 노래로 아세아레코드에서 음반을 냈으며, 여러 여성 가수들과 듀엣으로 취입을 하였고, 1971년 가수 하춘화와 듀엣으로 취입하여 함께 불러 크게 히트하여 오늘에 이르고 있다.
- 하춘화 & 고봉산 노래 ‘잘했군 잘했어’

영감, 왜 불러 / 뒤뜰에 뛰어놀던 병아리 한 쌍을 보았소 / 보았지, 어쨌소 / 이 몸이 늙어서 몸 보신하려고 먹었지 / 잘했군 잘했어. 그러게 내 영감이라지 / 마누라, 왜 불러 / 외양간 매어놓은 얼룩이 황소를 보았소 / 보았지, 어쨌소 / 친정집 오라비 장가들 밑천에 주었지

## 같이 보기
- 신민요
- 국악가요